# Bi Kun
Bi Kun (en chino: 毕焜; Jinzhou, 12 de noviembre de 1995) es un deportista chino que compite en vela. Participó en los Juegos Olímpicos de Tokio 2020, obteniendo una medalla de bronce en la clase RS:X.

## Palmarés internacional
| Juegos Olímpicos | Juegos Olímpicos | Juegos Olímpicos  | Juegos Olímpicos |
| Año              | Lugar            | Medalla           | Clase            |
| ---------------- | ---------------- | ----------------- | ---------------- |
| 2020             | Tokio (Japón)    | Medalla de bronce | RS:X             |